# Villa Stein
La Villa Stein es una de las residencias construidas por el arquitecto suizo Le Corbusier, maestro del Movimiento Moderno de principios del siglo XX.
Construida en 1927 en Garches, Francia; por eso se la conoce también como Villa Garches, Villa de Monzie, y Villa Stein-de Monzie
Su dirección es 7 Rue de professeur Victor Pauchet. Fue encargada por Gabrielle Colaco-Osorio de Monzie (1882–1961) y Sarah Stein, cuñada de Gertrude Stein, y construida entre 1926 y 1928.